# Armand David
El sacerdot Armand David, nom complet: Jean-Pierre-Armand David Halsouet (Ezpeleta, 7 de setembre de 1826 – París 10 de novembre de 1900) va ser un missioner catòlic i un zoòleg i botànic.
Nascut a Ezpeleta, prop de Baiona, al País Basc del Nord, va entrar a la Congregació de la Missió el 1848. Es va ordenar sacerdot el 1862. En mostrar grans coneixements d'història natural i va ser enviat a Beijing, on va recollir material per a un museu d'història natural, principalment de zoologia, però també de botànica, geologia, i paleontologia.

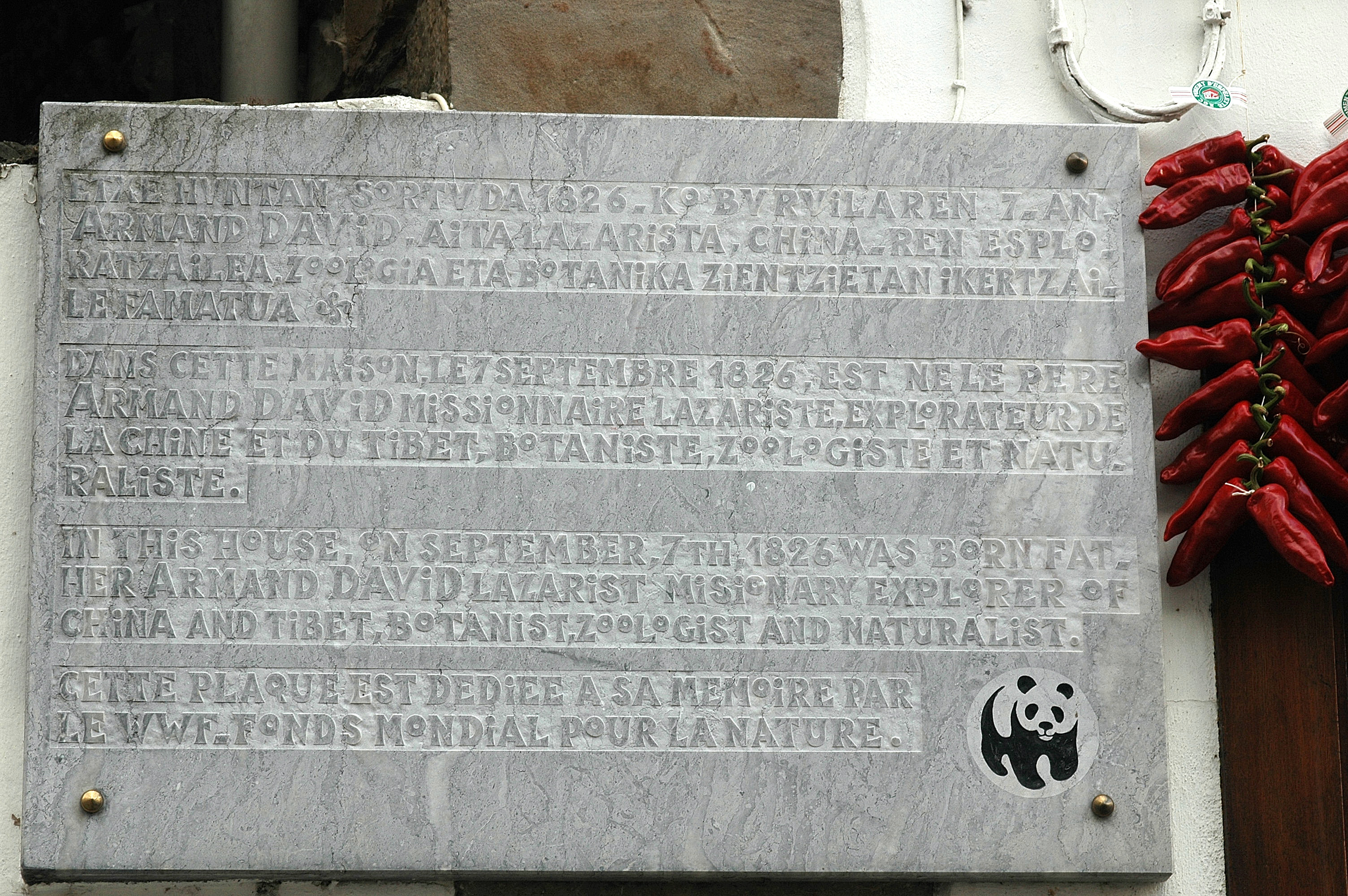
Placa multilingüe al seu lloc de naixement pel World Wildlife Fund

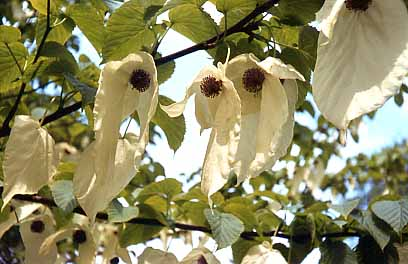
L'arbre Davidia involucrata rep el nom en honor seu

Per petició del govern francès importants espècimens van ser enviats a París. El Museu Nacional d'Història Natural de França el va comissionar perquè explorés la Xina. Va trobar a la Xina 200 espècies d'animals silvestres, 63 d'ells desconeguts per la ciència i entre els ocells 65 no s'havien descrit abans que ho fes ell. Entre les espècies de rhododendrons en va recollir 52 de noves i unes quaranta del gènere Primula.
El més remarcable dels animals que va identificar David van ser el panda gegant i el cérvol del Pare David que actualment només es troba en zoològics.